# Montezumina cohnorum
Montezumina cohnorum är en insektsart som beskrevs av Nickle 1984. Montezumina cohnorum ingår i släktet Montezumina och familjen vårtbitare. Inga underarter finns listade i Catalogue of Life.